# Río Totomosa
Río Totomosa är ett vattendrag i Bolivia.   Det ligger i departementet Tarija, i den södra delen av landet, 290 km söder om huvudstaden Sucre.
Omgivningen kring Río Totomosa är i huvudsak ett öppet busklandskap. Området är ganska tätbefolkat, med 86 invånare per kvadratkilometer.